# Kodza-Déré-Decauville
| Brückenüberquerung im Mai 1917 |                     |                                             |                                             |
| Vróncho-Kehrschleife |                     |                                             |                                             |
| |                     |                                             |                                             |
| Ehemaliger Streckenverlauf auf einer modernen Karte |                     |                                             |                                             |
| Historische Landkarte, September 1917 |                     |                                             |                                             |
| Streckenlänge: | 13,5 km             |                                             |                                             |
| Spurweite: | 600 mm (Schmalspur) |                                             |                                             |
| |                     |                                             |                                             |
| \| \| 13,5 \| Endbahnhof „Schwarzer Baum“ (μαύρο δένδρο) \| Endbahnhof „Schwarzer Baum“ (μαύρο δένδρο) \| \| \| \| Obere Kodza-Déré-Brücke \| \| \| \| \| Mittlere Kodza-Déré-Brücke \| \| \| \| \| Untere Kodza-Déré-Brücke \| \| \| \| 9,5 \| Pigí (Πηγή) Isvor \| Pigí (Πηγή) Isvor \| \| \| 7,5 \| Vróncho-Kreiskehrschleife (βρόγχο) \| Vróncho-Kreiskehrschleife (βρόγχο) \| \| \| 4 \| Axioupoli (Αξιούπολη) Bohemitsa (Μποέμιτσα) \| Axioupoli (Αξιούπολη) Bohemitsa (Μποέμιτσα) \| \| \| 3 \| Straße von Polykastro nach Goumenissa \| Straße von Polykastro nach Goumenissa \| \| \| \| Von Thessaloniki \| \| \| \| 0 \| Bahnhof Axioupoli (Goumentja) \| Bahnhof Axioupoli (Goumentja) \| \| \| \| Bahnstrecke Thessaloniki–Idomeni \| \| \| \| \| Grenze Griechenland-Makedonien \| \| |                     |                                             |                                             |
| Kopfbahnhof Streckenanfang (Strecke außer Betrieb) | 13,5                | Endbahnhof „Schwarzer Baum“ (μαύρο δένδρο)  | Endbahnhof „Schwarzer Baum“ (μαύρο δένδρο)  |
| Brücke über Wasserlauf (Strecke außer Betrieb) |                     | Obere Kodza-Déré-Brücke                     | Obere Kodza-Déré-Brücke                     |
| Brücke über Wasserlauf (Strecke außer Betrieb) |                     | Mittlere Kodza-Déré-Brücke                  | Mittlere Kodza-Déré-Brücke                  |
| Brücke über Wasserlauf (Strecke außer Betrieb) |                     | Untere Kodza-Déré-Brücke                    | Untere Kodza-Déré-Brücke                    |
| Haltepunkt / Haltestelle (Strecke außer Betrieb) | 9,5                 | Pigí (Πηγή) Isvor                           | Pigí (Πηγή) Isvor                           |
| Strecke von rechts und von rechts (außer Betrieb) | 7,5                 | Vróncho-Kreiskehrschleife (βρόγχο)          | Vróncho-Kreiskehrschleife (βρόγχο)          |
| Haltepunkt / Haltestelle (Strecke außer Betrieb) | 4                   | Axioupoli (Αξιούπολη) Bohemitsa (Μποέμιτσα) | Axioupoli (Αξιούπολη) Bohemitsa (Μποέμιτσα) |
| Bahnübergang (Strecke außer Betrieb) | 3                   | Straße von Polykastro nach Goumenissa       | Straße von Polykastro nach Goumenissa       |
| Strecke von halbrechts · Strecke (außer Betrieb) |                     | Von Thessaloniki                            | Von Thessaloniki                            |
| Bahnhof · Kopfbahnhof Streckenende (Strecke außer Betrieb) | 0                   | Bahnhof Axioupoli (Goumentja)               | Bahnhof Axioupoli (Goumentja)               |
| Strecke |                     | Bahnstrecke Thessaloniki–Idomeni            | Bahnstrecke Thessaloniki–Idomeni            |
| Grenze |                     | Grenze Griechenland-Makedonien              | Grenze Griechenland-Makedonien              |

Die Kodza-Déré-Decauville (griechisch Κοτζά Ντερέ ντεκοβίλ) war eine 1917 vom französischen Heer gebaute etwa 13,5 km lange Militär-Schmalspurbahn in Peonia bei Polykastro im griechischen Teil von Makedonien.

## Streckenverlauf
Die Decauville-Bahn mit einer Spurweite von 600 mm begann am Bahnhof Axioupoli (Σταθμό της Αξιούπολης), der damals noch Goumentja genannt wurde. Sie durchquerte das Dorf Axioupolis, das bis 1927 Bohemitsa (Μποέμιτσα) hieß und zwei Kirchen und eine Moschee hatte. Um schnell an Höhe zu gewinnen, fuhr sie durch eine aufwendig trassierte Kehrschleife nach Pigí (Πηγή), das Isvor genannt wurde. Von dort ging es entlang des Flusses Kodza-Déré zum Endbahnhof „Schwarzer Baum“ (μαύρο δένδρο) unterhalb des Berges Koúpa (Κούπα), von dem aus die Alliierten die Truppen an der Makedonischen Front mit Nachschub, Baumaterial und Munition belieferten.

## Lokomotiven
Auf der Strecke wurden speziell für den Munitionstransport auf französischen Militäreisenbahnen entwickelte Doppelkessel-Dampflokomotiven der Bauart Péchot-Bourdon eingesetzt. Sie waren nahezu symmetrisch aufgebaut, mit Ausnahme des nur einmal vorhandenen Wasserhebers mit Saugschlauch und mit kleinen Unterschieden an Kohlenvorrat, Heizersitz, Schmierpumpe, Feuerloch und Bedienhebeln. Sie hatten, anders als die britischen Double-Fairlie-Lokomotiven, nur einen gemeinsamen Dampfdom in der Lokomotivmitte. Dadurch blieb der Wasserspiegel im Bereich des Doms, unabhängig von der Steigung der Strecke, konstant. Der Dampf zu den Zylindern wurde durch die Drehzapfen der Drehgestelle geleitet. Die Zylindereinheiten waren unabhängig voneinander steuerbar, so dass eine beschädigte Lokomotive notfalls noch aus der Gefahrenzone gefahren werden konnte.

## Geschichte
Das Tal des Kodza-Déré-Flusses war während des Ersten Weltkriegs von strategischer Bedeutung für die alliierten Streitkräfte der Entente. In der Gegend von Axioupolis lag das französische Hauptquartier und in der Gegend von Pigi ein Ausbildungslager und ein Lazarett für die Behandlung und Pflege von Verwundeten. Die Frontlinie verlief ein paar Kilometer oberhalb auf den Höhenzügen entlang der Skra-di-Legen-Schlucht (Σκρα Ντι Λέγκεν). Dort fanden schwere Gefechte mit hohen Verlusten statt.

### Erste Schlacht von Skra-di-Legen (Mai 1917)

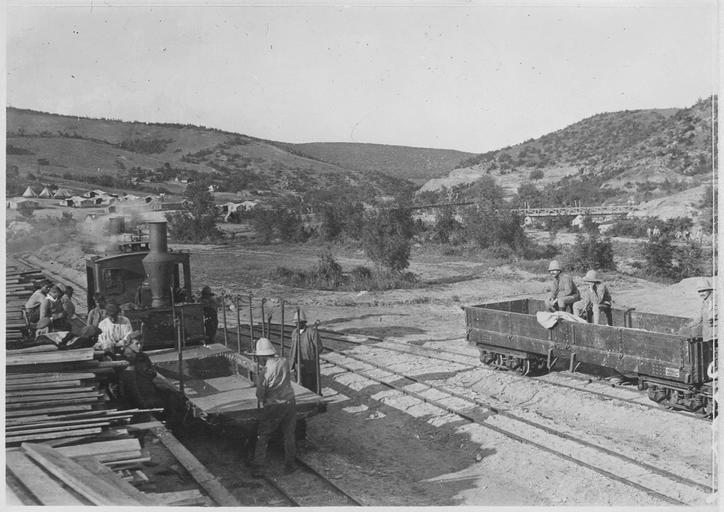
Materiallager am Fluss Axiós (Vardar)

Im Mai 1917 griffen auf Befehl von General Sarrail die französisch-griechischen Truppen die feindlichen Stellungen bei Skra-di-Legen zum ersten Mal an. Die von General Gérôme befehligte 122. Infanteriedivision konnte aber nur einen Teil der feindlichen Stellungen erobern, bevor die Alliierten von einer bulgarischen Gegenoffensive zurückgeschlagen wurden. Die Situation stabilisierte sich nach mehreren Monaten des Kampfes, während denen beide Seiten weitere Entwicklungsarbeiten durchführten.
Die bulgarischen Streitkräfte hatten ihre betonierten Verschanzungen hinter durch Stacheldrahtzäune abgesicherten Schützengräben aufgebaut. Sie waren mit sorgfältig getarnten Maschinengewehrnestern ausgerüstet und wurden von einer soliden Artillerie unterstützt. Zahlreiche Beobachtungsposten auf den Höhenzügen vervollständigten das Verteidigungssystem.

### Königlicher Besuch (Februar 1918)
Am 7. Februar 1918 inspizierte der griechische König Alexander zusammen mit dem französischen Generälen Adolphe Guillaumat und Gérôme, sowie dem Kommandeur der griechischen 1. Division per Decauville-Eisenbahn das Dorf Pigí.
Auf der Rückreise über Edessa, dem Sitz der französischen Unterstützungstruppen unter Oberstleutnant Vicq, interessierte sich der junge König für die Straßenbauarbeiten der französischen Armee. Der König war so in die Arbeit der Soldaten vertieft, dass ihn der Oberstleutnant höflich fragte, warum er so an der Tätigkeit seiner Männer interessiert sei. Der junge König gab ihm daraufhin die legendäre Antwort: „Ich erlerne den Beruf des Königs!“ („Μαθαίνω την δουλειά του βασιλιά!“)

### Zweite Schlacht von Skra-di-Legen (Mai 1918)
Im Frühjahr 1918 wurde zusammen mit der griechischen Armee eine neue Offensive begonnen: Das Nationale Defensivkorps (Σώμα Στρατού Εθνικής Αμύνης) unter Generalleutnant Emmanouil Zymvrakakis bestand aus folgenden drei Großverbänden: der Division Archipelago unter General Dimitrios Ioannou, der Division Kreta unter General Panagiotis Spiliadis und der Division Serres unter Oberstleutnant P. Gardicas.
Am 27. Mai 1918 besuchte General Adolphe Guillaumat die Zentrale der griechischen 1. Division in Pigí, wo er zusammen mit General Gérôme den Termin für den Artillerie- und Infanterieangriff auf den 30. Mai 1918 festsetzte. Am Morgen des 29. Mai 1918 begannen die 430 Geschütze der alliierten Artillerie, die bulgarischen Befestigungen kontinuierlich zu bombardieren, um sie vor dem Infanterieangriff so weit wie möglich zu zerstören. Das Artilleriefeuer war gut gezielt, so dass die meisten bulgarischen Maschinengewehrnester zerstört wurden und in den Stacheldrahtzäunen Durchbrüche entstanden. Die Artillerie setzte die Beschießungen, Belästigungen und Zerstörungen bis in die Nacht hinein fort.
Am 30. Mai 1918 hatten die drei griechischen Divisionen die Mission, die Bulgaren von der Frontlinie zu vertreiben und ihre Befestigungen einzunehmen. Wegen eines taktischen Fehlers gab ein griechischer Feldwebel das Signal für den Generalangriff eine halbe Stunde zu früh. Die Artillerie eröffnete daraufhin das Feuer, ohne auf die Einsatzbereitschaft der Infanterie zu warten. Das verhinderte den erwarteten Überraschungseffekt, und gab den Bulgaren Zeit, sich vorzubereiten. Oberstleutnant Georgios Kondylis hatte die Patronen aus den Gewehren seiner Soldaten entfernen lassen und ihnen nur die Granaten und Bajonette gelassen, um die Bulgaren aus ihren Schützengräben zu vertreiben, was aufgrund des Erfolges auch bei nachfolgenden Angriffen Verwendung fand.
Das 3. Bataillon unter Nikólaos Plastiras in der Division Archipelago konnte die sieben aufeinanderfolgenden Linien der bulgarischen Verteidigung überqueren, und 1,5 km weit ins feindliche Gebiet eindringen und es an den Flanken umzingeln. 150 Soldaten des 49. bulgarischen Regiments und ihre 33 Offiziere sowie deren deutsche Berater wurden gefangen genommen. Die von den Franzosen unterstützten hellenischen Truppen nahmen die Front auf einer Länge von 12 km ein und besetzen alle Aussichtspunkte auf den umliegenden Berggipfeln. Die griechischen Verluste betrugen insgesamt 441 Gefallene, davon 338 in der Division Archipelago, 71 in der Division Kreta und 32 in der Division Serres gegenüber mehr als 600 Gefallenen auf der bulgarischen Seite.

### Historische Bedeutung
Der Sieg der Alliierten bei Skra-di-Legen war das Ergebnis einer gut geplanten, vorbereiteten und ausgeführten französisch-hellenischen militärischen Zusammenarbeit. Die französische Artillerie ließ eine Feuerflut auf die stark befestigten feindlichen Stellungen niederregnen und die griechische Infanterie zerschmetterte den erbitterten Widerstand der Verteidiger und stürmte die bulgarischen Stellungen.
Die Schlacht bei Skra-di-Legen krönte das Werk Generals Guillaumat im Osten. Er wurde daraufhin am 17. Juni 1918 als Nachfolger von General Auguste Dubail Militärischer Gouverneur in Paris.

### Nachkriegszeit
Die Franzosen vermachten die in dieser Gegend verlegten Decauville-Schmalspurbahnen der griechischen Regierung, die deren Betrieb 1923 dem Privatunternehmer und Banker Epaminondas Charilaos überließ, der als Eigentümer und Bauunternehmer die Siedlung Charilaou in Thessaloniki gebaut hatte.
Die Schmalspurbahnen um Almopia wurden bis 1931 unter dem Namen Lokale Eisenbahnen Makedoniens (Τοπικοί Σιδηρόδρομοι Μακεδονίας) betrieben, stellten aber in der Wirtschaftskrise von 1936 den Betrieb endgültig ein. Unmittelbar danach begann der Abriss der Gleise, und die Lokomotiven und Wagen wurden in andere Schmalspurnetze gebracht.
Die Gleise und Brücken im Kodza-Déré-Tal wurden in der Nachkriegszeit abgebaut, aber die hohen Böschungen und tiefen Einschnitte der Trasse sind heute noch stellenweise sichtbar. Die einzige erhaltene Lokomotive des Almopia-Netzes ist heute im Eisenbahnmuseum Athen ausgestellt. Die historische Bedeutung der Schmalspurbahnen für die Region ist weitgehend in Vergessenheit geraten.